# Чайлдс, Лусинда
Лусинда Чайлдс, иногда Люсинда Чайлдс (англ.  Lucinda Childs, 26 июня 1940, Нью-Йорк) — американская танцовщица, хореограф и режиссёр.

## Биография
Училась в нью-йоркской школе для девочек Brearley School. Начала заниматься танцем в шесть лет, но мечтала стать актрисой. Частным образом училась у звёзд современного танца Хани Холм и Хелен Тамирис. Поступила в колледж Сары Лоуренс, где среди её преподавателей были Бесси Шонберг и Мерс Каннингем. Каннингем познакомил Чайлдс с Ивонной Райнер, которая пригласила её в Балетный театр Джадсона (1963). До 1968 Чайлдс выступала хореографом, затем в этой работе наступил перерыв.
В 1973 она основала собственную компанию. Пришла к крайнему минимализму выразительных средств. Ставила в балетной компании Мэри Рамберт, в Лионской, Берлинской и Парижской опере, в Баварском государственном балете и др. Кроме балетных спектаклей, осуществляла постановки опер от композиторов барокко до наших дней — от Глюка, Моцарта и Вагнера до Р.Штрауса, Шёнберга и Ф.Гласса.

## Постановки

### Балетные
- 1963 — Pastime, Three Pieces, Egg Deal
- 1964 — Carnation, Street Dance, Model
- 1964 — Germanium, Screen, Agriculture
- 1973 — Particuler Reel, Chekered Drift, Calico Mingling
- 1976 — Cross Words, Figure Eights
- 1977 — Plaza, Melody Excerpt, Interior Drama
- 1978 — Katema (Амстердам)
- 1979 — Dance на музыку Филиппа Гласса, декорации Сола Ле Витта)
- 1981 — Mad Rush на музыку Филиппа Гласса)
- 1981 — Relative Calm (режиссура Роберта Уилсона, Страсбург)
- 1982 — Formal Abandon, part I and II
- 1983 — Available Light на музыку Джона Адамса (Лос-Анджелес)
- 1983 — Formal Abandon, part III (Париж)
- 1984 — Cascade на музыку Стивена Райха; Outline
- 1984 — Premier orage (Париж)
- 1986 — Portraits in Reflexion (Нью-Йорк)
- 1987 — Calyx (Нью-Йорк)
- 1987 — Lichtknall (Берлинская опера)
- 1989 — Mayday (совместно с Солом Ле Виттом, Милан)
- 1990 — Perfect Stranger (Лионcкий балет)
- 1990 — Four Elements на музыку Гэвина Брайерса (Оксфорд)
- 1991 — Rythm Plus на музыку Дьёрдя Лигети (Париж)
- 1992 — Oophaa Naama (Шарлеруа)
- 1993 — Concerto на музыку Хенрика Гурецкого
- 1993 — One and One, Impromptu (Париж)
- 1994 — Trilogies, Chamber Symphony.
- 1995 — Kengir (Авиньонский фестиваль)
- 1995 — From the White Edge of Phrygia (Париж)
- 1996 — Hammerklavier
- 1998 — On the Balance of Things (с Ensemble Intercontemporain, Париж)
- 1998 — Sunrise on the Planetary Dream Collector, Moto Perpetuo (Париж)
- 1999 — Histoire (Танцевальная компания Марты Грэм, Нью-Йорк)
- [2000 — Variété de variété (Париж)
- 2000 — The Chairman Dances (Балет Монте-Карло)
- 2001 — Largo
- 2002 — Underwater (Нью-Йорк)
- 2003 — «Дафнис и Хлоя» на музыку Мориса Равеля (Женева)
- 2003 — Opus One (для Михаила Барышникова)
- 2004 — «Чудесный мандарин» на музыку Белы Бартока (Страсбург)
- 2005 — «Жар-Птица» на музыку Игоря Стравинского (Флоренция)
- 2005 — Ten Part Suite (Бостон)
- 2010 — Songs From Before (Страсбург)
- 2016 — «Большая фуга» на музыку Людвига ван Бетховена (Лионский балет)

### Оперные
- 1976 : Эйнштейн на пляже (Филип Гласс, Авиньонский фестиваль)
- 1992 : Саломея (Рихард Штраус, Зальцбург)
- 1994 : Хоровод (Филипп Бусманс, Брюссель, по одноименной драме Шницлера)
- 1995 : Моисей и Аарон (Арнольд Шёнберг, Амстердам)
- 1995 : Заида (Моцарт, Страсбург)
- 1997 : Дон Карлос (Джузеппе Верди, Париж)
- 1999 : Макбет (Джузеппе Верди, Глазго)
- 2001 : Белая ворона (Филип Гласс, Нью-Йорк)
- 2001 : Лоэнгрин (Рихард Вагнер, Лос-Анджелес)
- 2003 : Орфей и Эвридика (Глюк, Лос-Анджелес)
- 2004 : Парсифаль (Рихард Вагнер, Женева)
- 2005 : Doctor Atomic (Джон Кулидж Адамс, Сан-Франциско)